# Carylla indomitos
Carylla indomitos är en insektsart som beskrevs av Otte, D. och Perez-gelabert 2009. Carylla indomitos ingår i släktet Carylla och familjen syrsor. Inga underarter finns listade i Catalogue of Life.